# Barbados vid världsmästerskapen i friidrott 2023
Barbados tävlade vid världsmästerskapen i friidrott 2023 i Budapest i Ungern mellan den 19 och 27 augusti 2023.

## Medaljörer
| Medalj | Namn          | Gren               | Datum      |
| ------ | ------------- | ------------------ | ---------- |
| Brons  | Sada Williams | Damernas 400 meter | 23 augusti |

## Resultat
Barbados trupp bestod av tre idrottare.

### Herrar
Gång- och löpgrenar
| Idrottare      | Gren      | Försöksheat | Försöksheat | Semifinal        | Semifinal        | Final            | Final            |
| Idrottare      | Gren      | Resultat    | Placering   | Resultat         | Placering        | Resultat         | Placering        |
| -------------- | --------- | ----------- | ----------- | ---------------- | ---------------- | ---------------- | ---------------- |
| DeSean Boyce   | 400 meter | 0DNF0       | 0DNF0       | Gick inte vidare | Gick inte vidare | Gick inte vidare | Gick inte vidare |
| Jonathan Jones | 400 meter | 46,03       | 7           | Gick inte vidare | Gick inte vidare | Gick inte vidare | Gick inte vidare |

### Damer
Gång- och löpgrenar
| Idrottare     | Gren      | Försöksheat | Försöksheat | Semifinal  | Semifinal | Final    | Final     |
| Idrottare     | Gren      | Resultat    | Placering   | Resultat   | Placering | Resultat | Placering |
| ------------- | --------- | ----------- | ----------- | ---------- | --------- | -------- | --------- |
| Sada Williams | 400 meter | 50,78       | 1 Q         | 49,58 0NR0 | 2 Q       | 49,60    | 3         |